# Episodi di Un caso per due (diciassettesima stagione)
La diciassettesima stagione della serie televisiva tedesca Un caso per due, composta da 10 episodi, è andata in onda in Germania sul canale ZDF a partire dal 24 gennaio 1997.
| nº | Titolo originale           | Titolo italiano           | Prima TV Germania | Prima TV Italia |
| -- | -------------------------- | ------------------------- | ----------------- | --------------- |
| 1  | Bis aufs Blut              | Il magistrato             | 24 gennaio 1997   |                 |
| 2  | Falsche Komplizen          | Falsa confessione         |                   |                 |
| 3  | Der kalifornische Traum    | Amici e avversari         |                   |                 |
| 4  | Kalte Abreise              | Il gentleman              |                   |                 |
| 5  | Alle für einen             | I tre legionari           |                   |                 |
| 6  | Das Paar                   | Collaborazione drammatica | 13 giugno 1997    |                 |
| 7  | Tödliche Zinsen            | Investimenti a rischio    |                   |                 |
| 8  | Aufs falsche Pferd gesetzt | I soldi degli altri       |                   |                 |
| 9  | Nur eine Nacht             | Ragazzi difficili         |                   |                 |
| 10 | Ende einer Täuschung       | Fine di un'illusione      |                   |                 |